# Makoše
Makoše je naselje v Občini Ribnica.